# Salto con gli sci agli VIII Giochi asiatici invernali - Trampolino grande maschile
La gara dal trampolino grande maschile si è svolta il 24 febbraio 2017 al Miyanomori Ski Jump Stadium di Sapporo in Giappone.

## Risultati
| Rank | Atleta               | 1° salto | 1° salto | 2° salto | 2° salto | Totale |
| Rank | Atleta               | Distanza | S.       | Distanza | S.       | Totale |
| ---- | -------------------- | -------- | -------- | -------- | -------- | ------ |
| 1    | Naoki Nakamura       | 141.5    | 142.8    | 123.0    | 112.5    | 255.3  |
| 2    | Yuken Iwasa          | 133.5    | 133.4    | 124.0    | 114.3    | 247.7  |
| 3    | Marat Zhaparov       | 130.5    | 126.0    | 127.0    | 119.7    | 245.7  |
| 4    | Masamitsu Ito        | 127.0    | 119.7    | 127.5    | 119.6    | 239.3  |
| 5    | Choi Seo-u           | 132.0    | 130.2    | 121.0    | 107.9    | 238.1  |
| 6    | Sergey Tkachenko     | 129.0    | 118.8    | 122.0    | 109.2    | 228.0  |
| 7    | Yukiya Sato          | 133.0    | 132.0    | 112.0    | 84.7     | 216.7  |
| 8    | Choi Heung-chul      | 120.5    | 106.5    | 114.0    | 93.8     | 200.3  |
| 9    | Kim Hyun-ki          | 124.0    | 113.8    | 110.5    | 86.0     | 199.8  |
| 10   | Konstantin Sokolenko | 110.0    | 84.6     | 115.0    | 94.6     | 179.2  |
| 11   | Tian Zhandong        | 112.0    | 89.2     | 110.0    | 85.6     | 174.8  |
| 12   | Sabiržan Muminov     | 111.5    | 87.8     | 109.5    | 83.7     | 171.5  |
| 13   | Lee Ju-chan          | 100.0    | 63.1     | 103.0    | 70.0     | 133.1  |
| 14   | Yang Guang           | 92.5     | 49.1     | 95.0     | 54.6     | 103.7  |
| 15   | Sun Jianping         | 96.0     | 57.4     | 89.0     | 43.3     | 100.7  |
| 16   | Li Chao              | 88.0     | 40.0     | 73.5     | 11.4     | 51.4   |